# آپورچونیتی (مریخ‌نورد)
مریخ‌نوردهای «اسپیریت» (Spirit، مینو) و «آپورچونیتی» (Opportunity، فرصت) دو مریخ‌نورد در واقع دو وسیله کاملاً مشابه بودند که در اوایل سال ۲۰۰۴ در دو سوی مقابل مریخ فرود آمدند. اگرچه این وسایل برای انجام مأموریت‌های اکتشافی به مدت سه ماه بر روی مریخ طراحی شده بودند اما در عمل به مدت چندین سال دوام آوردند و مریخ‌نورد آپورچونیتی تا سال ۲۰۱۸ همچنان در حال فعالیت بود. «مریخ‌نورد اسپیریت» نیز تا ۲۲ مارس ۲۰۱۰ فعال بود اما به دلیل قرار گرفتن در چهارمین زمستان سرد مریخ و عدم جهت‌گیری مناسب صفحه خورشیدی آن، توان الکتریکی آن از دست رفت و از کار افتاد.
وزن هر یک از این وسایل حدود ۱۸۰ کیلوگرم بود و برای انجام یک عملیات اکتشافی ۹۰ روزه در مریخ طراحی شده بودند، اگرچه توانستند سال‌ها در مریخ دوام بیاورند و به فعالیت خود ادامه دهند. یکی از اهداف اصلی این دو مریخ‌نورد تحلیل طیف وسیعی از خاک و سنگ‌ها جهت مشخص کردن آثار قدیمی وجود آب در مریخ بود.

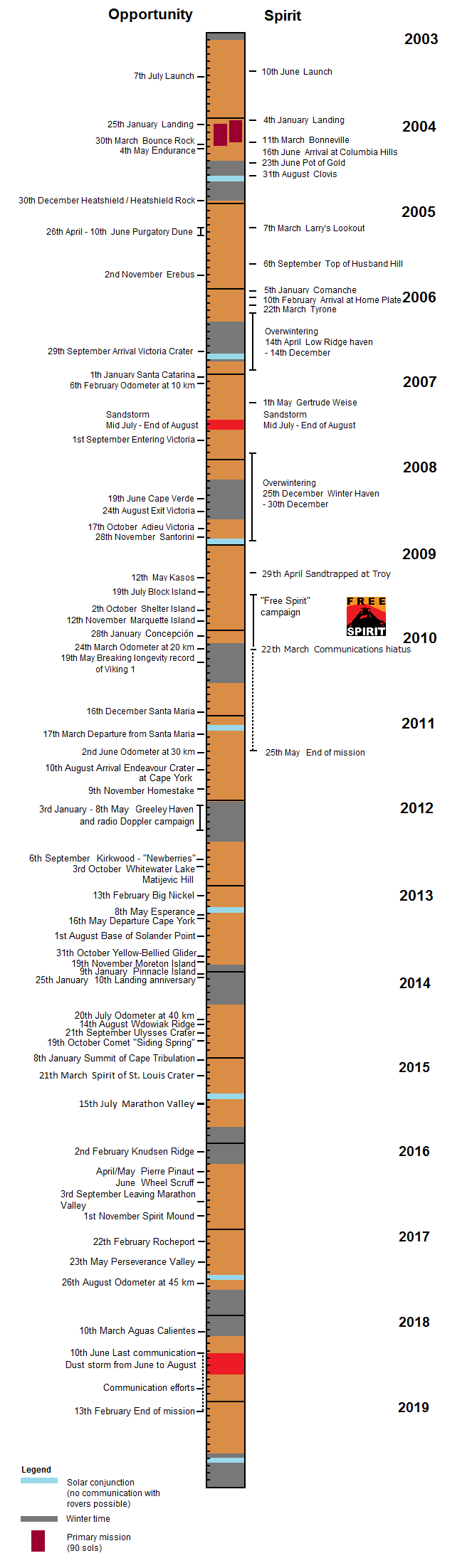

آزمایشگاه پیش‌رانش جت واقع در مؤسسه فناوری کالیفرنیا در پاسادینا کنترل و هدایت مأموریت اکتشافی این مریخ‌نورد را بر عهده دارد.
در ۲۵ ژانویه ۲۰۰۴، مریخ‌نورد «آپورچونیتی» پا به سطح مریخ گذاشت و در یازدهمین سالگرد (۲۲ ژانویه ۲۰۱۵) فرود آن بر سطح سیاره سرخ، این مریخ‌نورد تصویری سراسرنما از بلندی «تریبیولیشن» واقع در دهانه برخوردی ایندیور سیاره سرخ را به زمین ارسال کرد.
مریخ‌نورد اکتشافی «آپورچونیتی» چند هفته بعد از فرود دوقلوی خود «اسپیریت» در مریخ فرود آمد. اگرچه مأموریت این کاوشگر در آغاز برای ۹۰ روز مریخی و پیمودن حدود ۶۰۰ متر برنامه‌ریزی شده بود اما پس از ۱۱ سال و از زمان فرود در منطقه‌ای موسوم به «فلاته نیم‌روز» با پیمودن ۴۱٫۷ کیلومتر این کاوشگر تا ژوئن ۲۰۱۸. این بیشترین مسافتی است که یک خودرو در خارج زمین پیموده‌است. بدین ترتیب «آپورچونیتی» توانسته‌است رکورد جهانی طی مسیر در خارج از زمین که در سال ۱۹۷۳ توسط ماهنورد «لونوخود ۲» اتحاد شوروی با طی ۳۹ کیلومتر ثبت شده‌است را بشکند.
این مریخ‌نورد از سال ۲۰۱۱ در لبه غربی «دهانه ایندیور» در حال کاوش است. در طی ۱۱ سال مأموریت در سیاره سرخ، این کاوشگر به شواهد ارزشمندی از گذشته باستانی مریخ و اینکه این سیاره زمانی مرطوب بوده‌است دست یافته‌است. آپورچونیتی که در اواسط سال ۲۰۱۳ از بخش پایین دهانه اندیور موسوم به «بوتانی بای» عبور کرده‌است، با پیمودن ارتفاعی در حدود ۱۳۵ متر به بلندی «کیپ تریبیولیشن» رسیده‌است.
ناسا در یازدهمین سالگرد فرود «آپورچونیتی» در مریخ، تصویری سراسرنما از دماغه تریبیولیشن – واقع در دهانه برخوردی اندیور- که یکی از بلندترین ارتفاعاتی است که مریخ‌نورد اکتشافی ناسا به آن دست یافته‌است منتشر کرد.

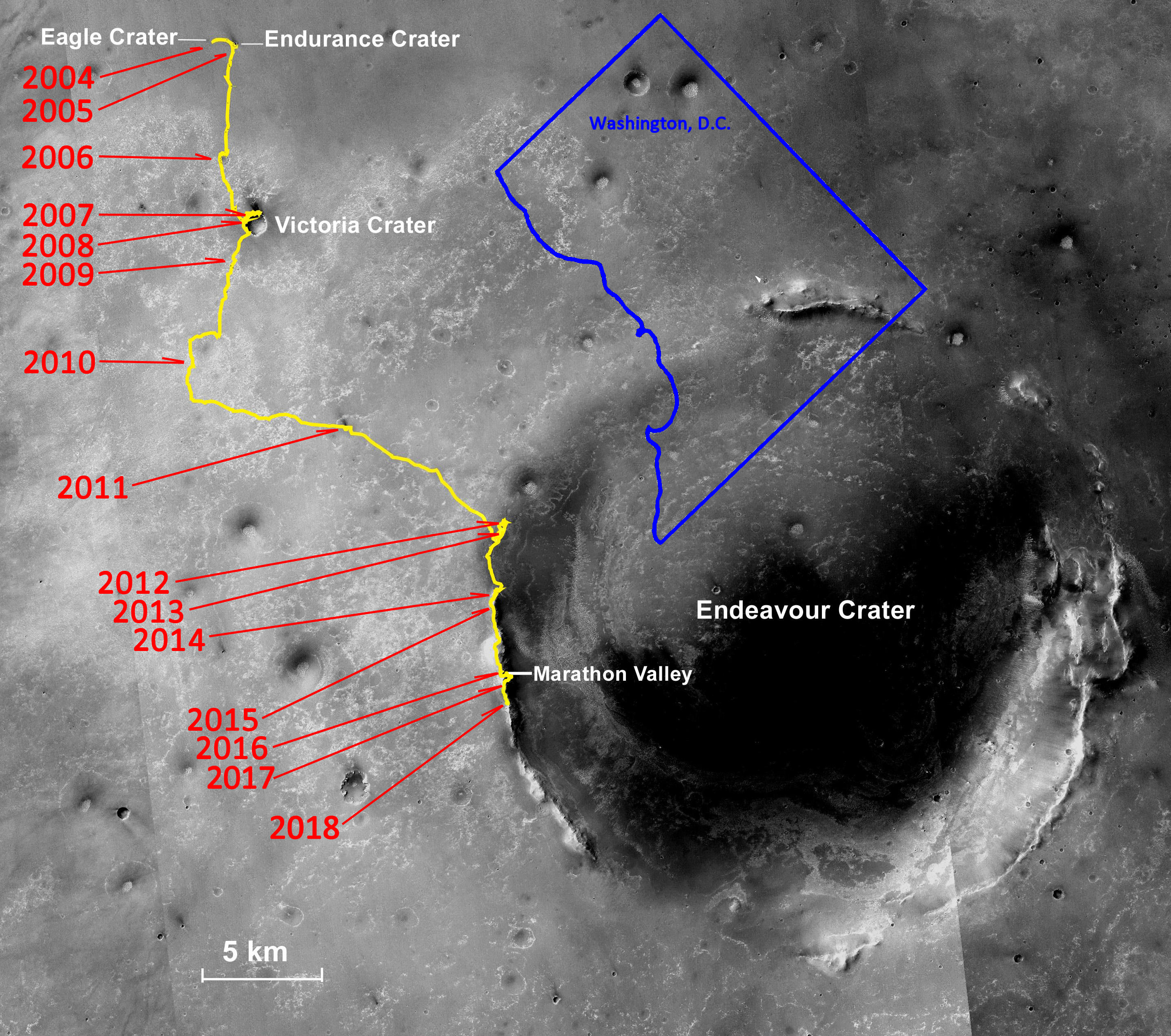
نقشه روزشمار پیشروی مریخ‌نورد آپورچونیتی در عمر کاری خود با پوشش زمانی واشینگتن، دی.سی. و اندازه برای مقایسه فاصله.

## پرتاب و فرود
- پرتاب اسپیریت: ۱۰ ژوئن ۲۰۰۳
- پرتاب آپورچونیتی: ۷ ژوئیه ۲۰۰۳
- فرود اسپیریت در مریخ: ۳ ژانویه ۲۰۰۴
- فرود آپورچونیتی در مریخ: ۲۴ ژانویه ۲۰۰۴

## طراحی و ساخت
- بدنه
- رایانه: جهت پردازش اطلاعات (پردازشگر مرکزی: ۲۰ MHz، رم: ۱۲۸ MB، حافظه فلش: ۳ MB)
- سیستم کنترل دما: هیترهای داخلی، یک لایه عایق و غیره. دمای کاری دستگاه از ۴۰ °C زیر صفر تا ۴۰ درجه بالای صفر است.
- منبع انرژی: منبع انرژی اساساً از دو باتری قابل شارژ تشکیل شده‌است که به وسیله چند صفحه خورشیدی شارژ می‌شوند و در شرایط نوردهی بهینه ۱۴۰ وات تولید می‌کنند. هر یک از این مریخ‌نوردها برای حرکت بر روی مریخ نیازمند ۱۰۰ وات انرژی الکتریکی هستند. حداکثر سرعت این مریخ‌نورد ۵ سانتیمتر در ثانیه (۱۸۰ متر در ساعت) و سرعت معمول آن ۱ سانتیمتر در ثانیه (۳۶ متر در ساعت) است.
- آنتن‌ها: برای ارسال و دریافت اطلاعات به کار می‌روند و شامل آنتن با بهره بالا و آنتن با بهره پایین می‌شوند. آنتن با بهره پایین در همه جهت‌ها اطلاعات دریافت و ارسال می‌کند و اصطلاحاً همه سویه است. این آنتن اطلاعات را با نرخ پایین برای آنتن‌های شبکه فضای عمیق (DNS) بر روی کره زمین ارسال می‌کند. آنتن با بهره بالا می‌تواند پرتوی از داده‌ها را در یک جهت معین ارسال کند و جهت آن قابل تنظیم است. مریخ‌نورد علاوه بر ارسال اطلاعات به زمین، می‌تواند اطلاعات را به مدارگردهای مریخ ارسال کند. این مدارگردها مدت زمان بیشتری کره زمین را در دید خود دارند.
- دوربین‌ها و ابزارهایی که اطلاعات محیطی را بدست می‌دهند. دوربین نصب شده بر روی یک دکل که به اندازه قد یک انسان از سطح مریخ ارتفاع دارد تا تصویر را در مقیاس قد انسان ثبت کند. رزولوشن دوربین‌ها ۱۰۲۴ در ۱۰۲۴ پیکسل است.
- چرخ‌ها: هر کدام از این مریخ‌نوردها دارای شش چرخ هستند و هر چرخ دارای موتور مستقلی است.

تجهیزات اصلی این دو مریخ نور شامل موارد زیر است
- دوربین تمام‌نما
- طیف‌سنج گرمایی
- طیف‌سنج اشعه ایکس ذره آلفا
- آهنربا: برای جمع‌آوری ذرات آهنربایی
- تصویر بردار میکروسکوپی
- ابزار سایش سنگ

## پایان مأموریت

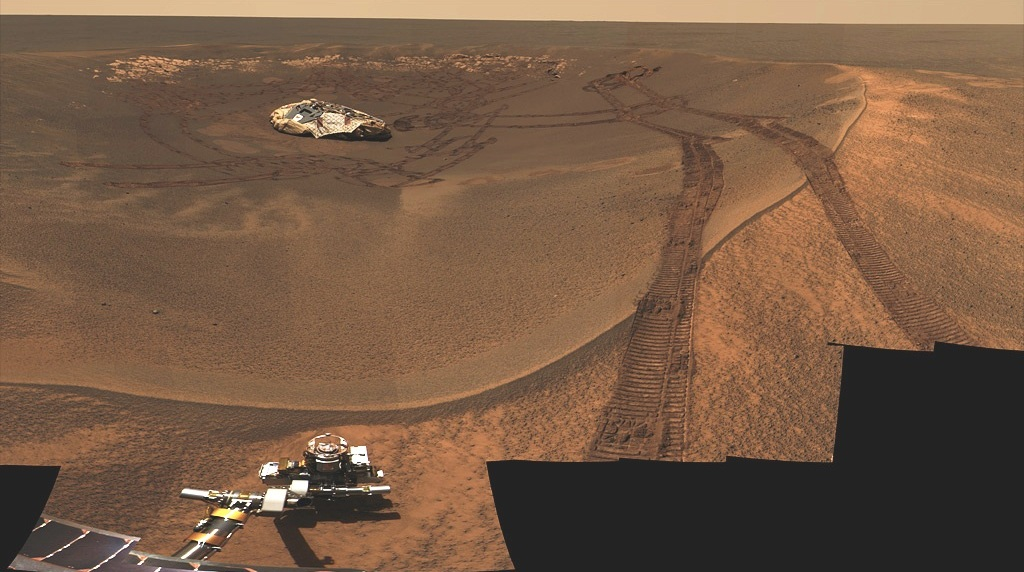
حرکت آپورچونیتی (مریخ‌نورد)

در ژوئن ۲۰۱۸ ارتباط مریخ‌نورد آپورچونیتی با زمین پس از اینکه طوفان شن شدید در مریخ آن را پوشاند قطع شد. پس از بیش از هزار بار فرمان برای شروع به کار و ایجاد ارتباط مهندسین مرکز عملیات پرواز در آزمایشگاه پیش‌رانش جت ناسا برای آخرین بار سه شنبه ۱۳ فوریه ۲۰۱۹ نتوانستند مریخ‌نورد را احیا کنند. آخرین پیام مریخ‌نورد مجهز به باتری خورشیدی در ۱۰ ژوئن ۲۰۱۸ به زمین رسید و پیام کاوشگر اینگونه بود:هوا دارد تاریک می‌شود و شارژ باتری کم است. بنا براین نآسا تصمیم گرفت مأموریت این سفینه را پایان دهد و خود را آماده خداحافظی با این کاوشگر کند.

## نگارخانه

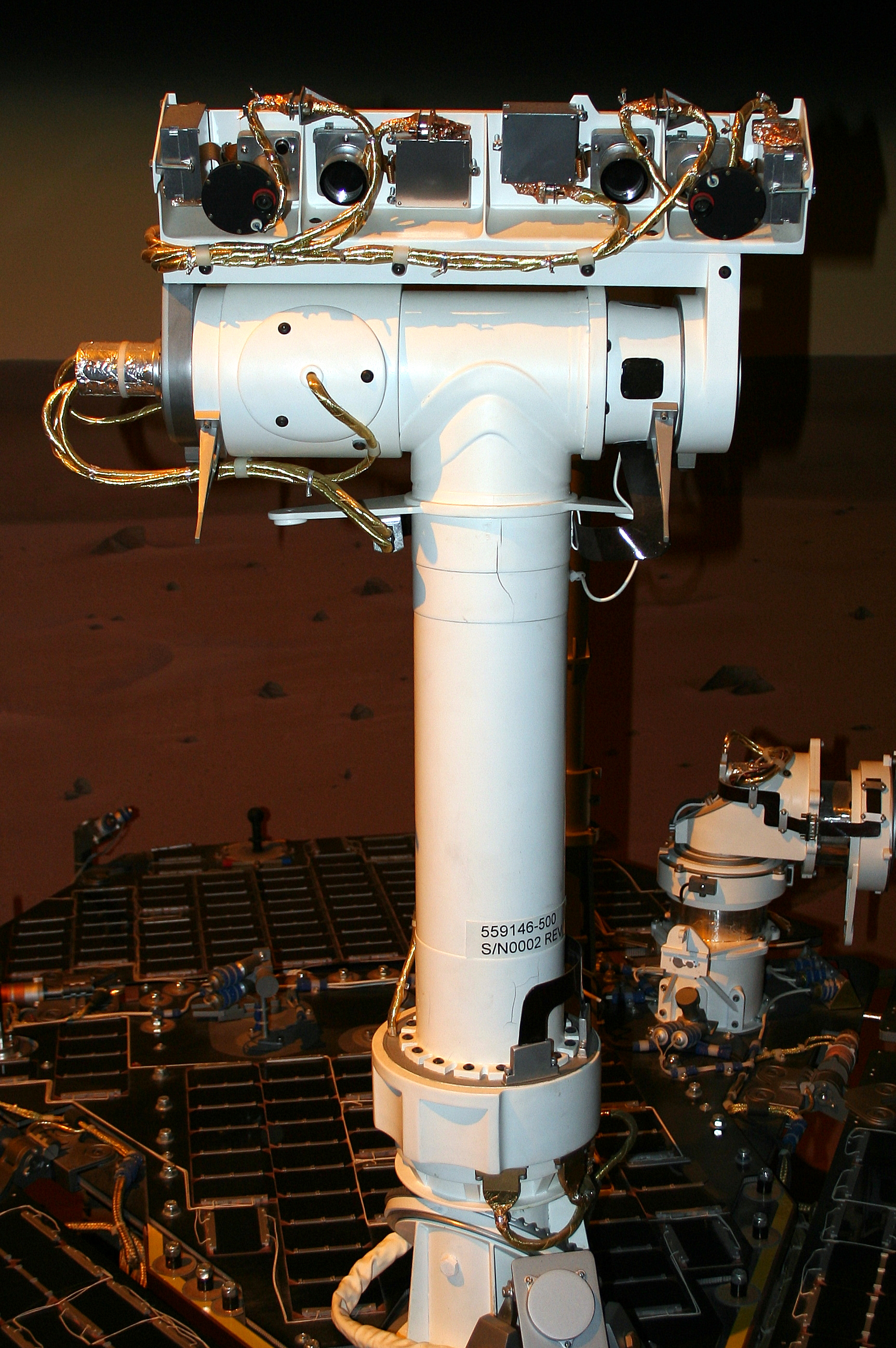
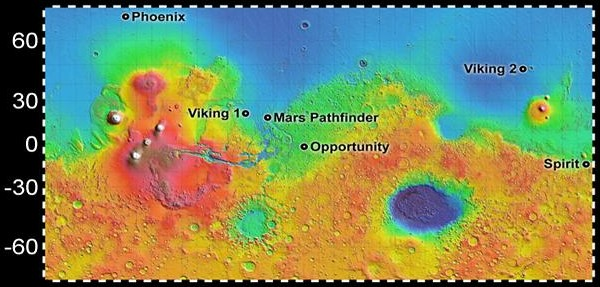
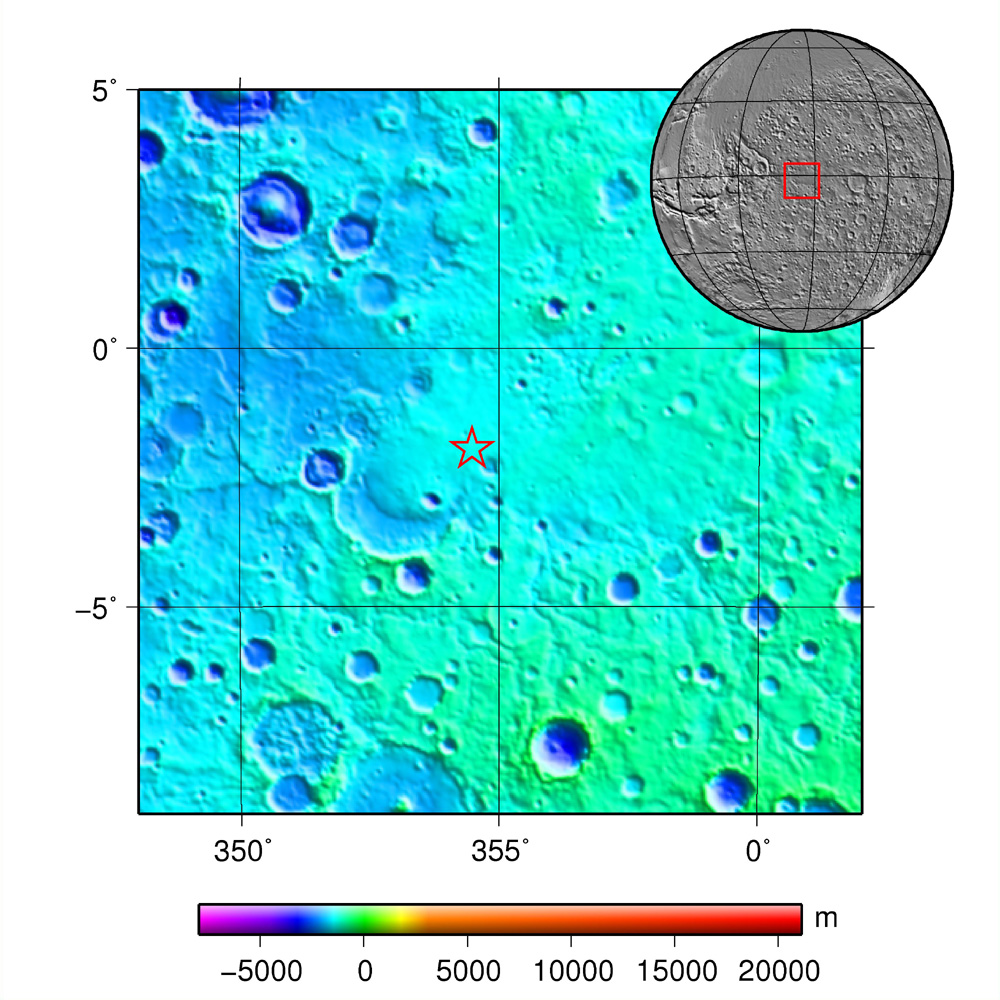
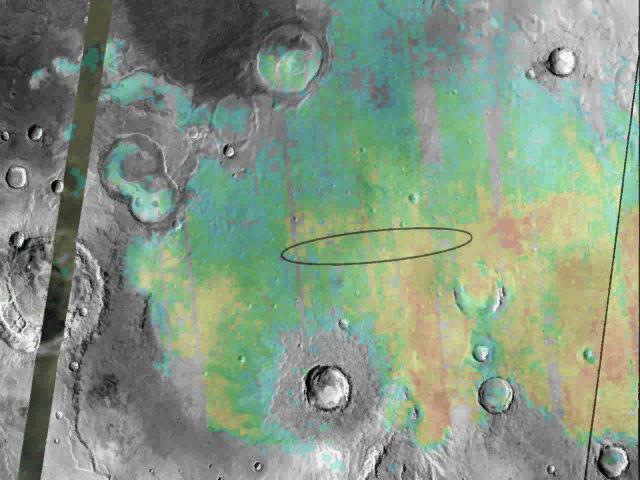
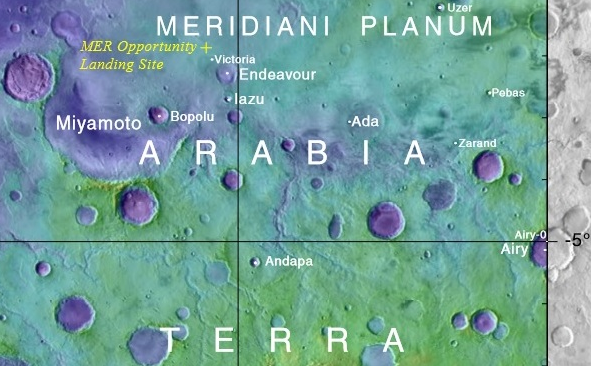
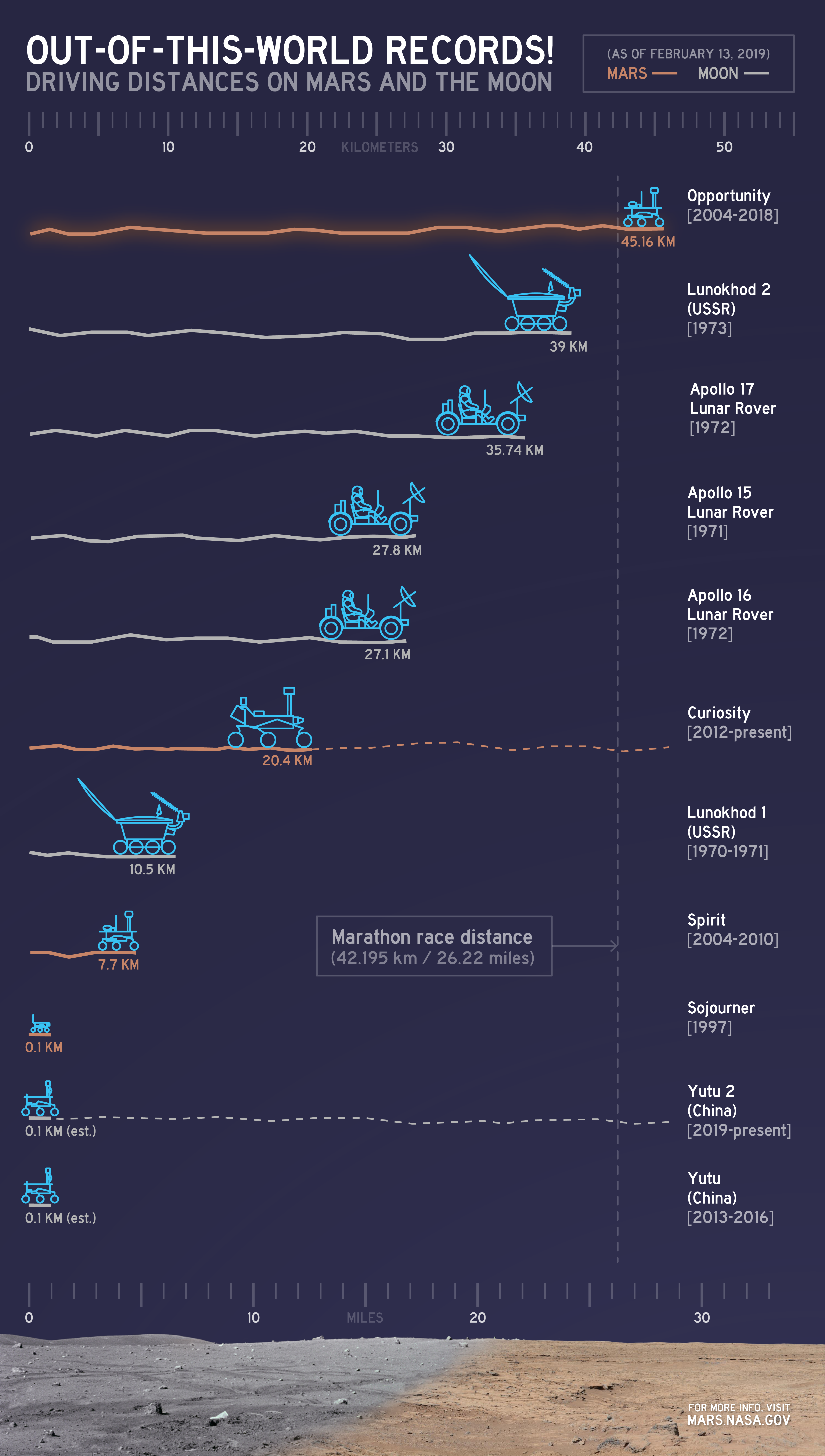
رکوردهای ثبت‌شده توسط انواع مریخ‌نوردها
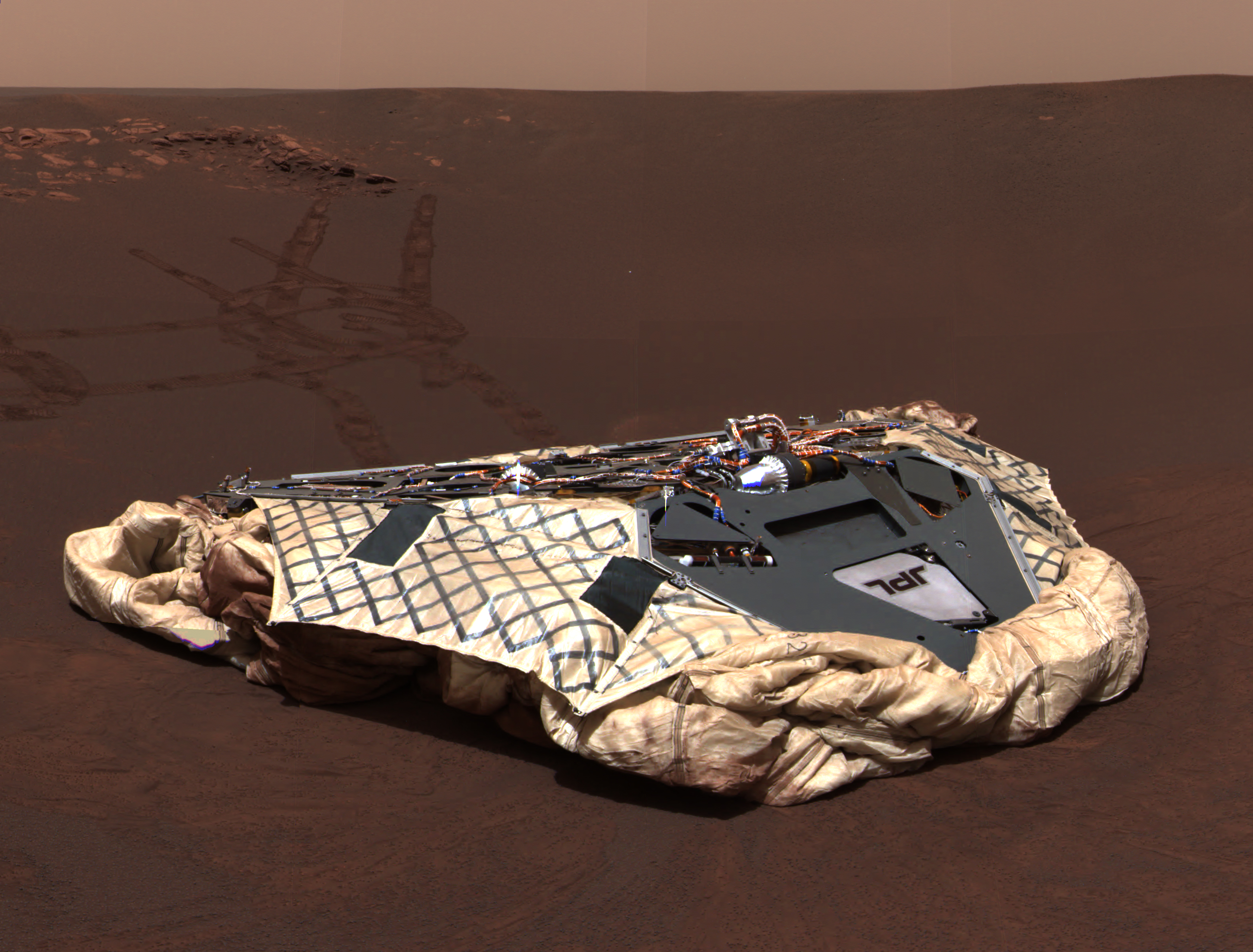
بسته فرود مریخ‌نورد آپورچونیتی
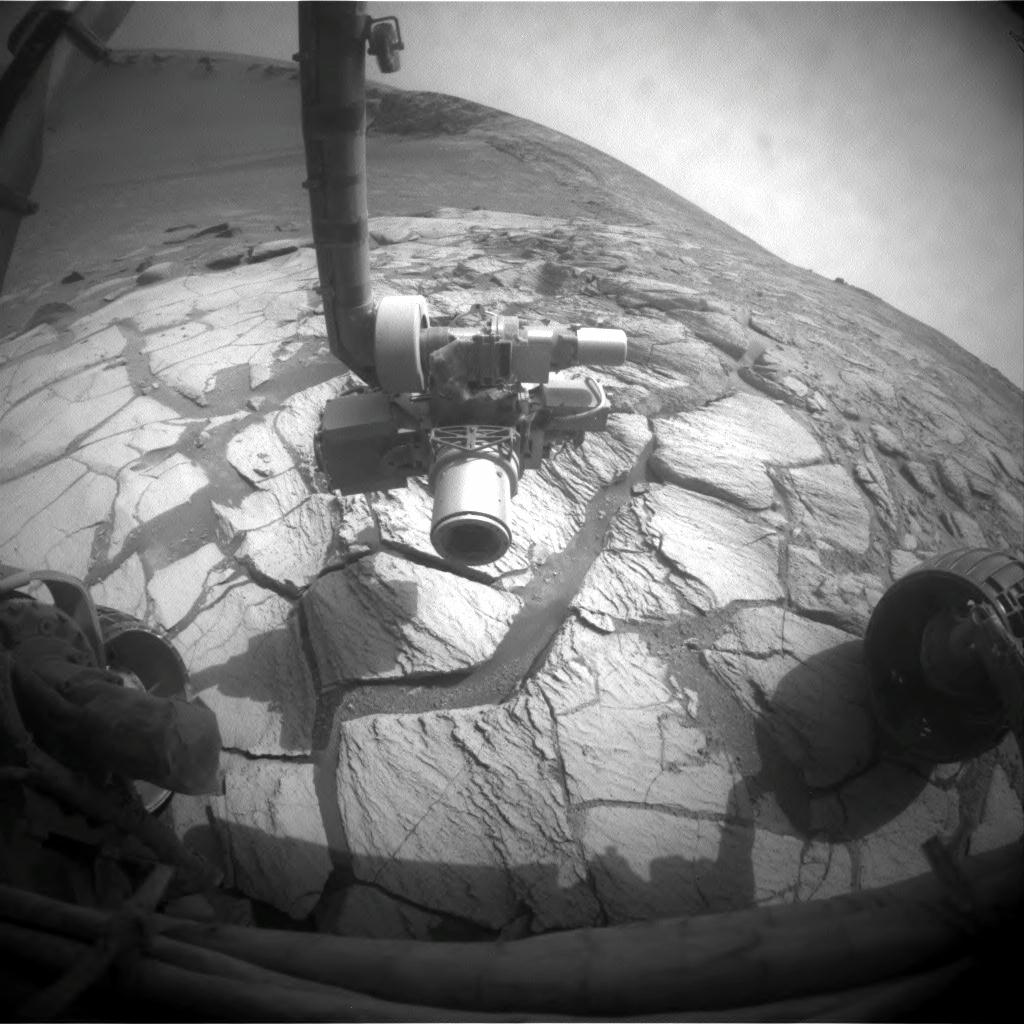
اولین تصویر بعد از فرود کاوشگر آپورچونیتی